# 補償流
補償流（Compensation current）指某一海區的海水出現虧缺，相鄰海區的海水向缺水海區補充而形成的海流。補償流按方向一般分為兩種：一種是水平補償流，另一種是垂直補償流。後者亦稱升降流，包括湧升流和沉降流。